# Институт по невробиология
Институтът по невробиология е научно звено в научно-изследователското направление по биомедицина и качество на живот на Българската академия на науките. Институтът провежда интердисциплинарни неврофизиологични, психофизиологични и фармакологични изследвания за получаване на нови знания за невробиологичните механизми на организация, адаптация и регулация в организма на човека и животните и лекарствените въздействия върху тях. Разработват се нови диагностични и прогностични методи за подобряване на качеството на живот, на интелектуалните и физически възможности на човека в хода на неговото развитие и стареене в норма и при различни соматични, неврологични и психиатрични заболявания.